# Piaski (jezioro na Wysoczyźnie Łobeskiej)
Piaski – jezioro na Wysoczyźnie Łobeskiej, położone w gminie Radowo Małe, w powiecie łobeskim, w woj. zachodniopomorskim.
Powierzchnia zbiornika wynosi według różnych źródeł od 26,90 ha do 28,5 ha. Maksymalna głębokość jeziora sięga 4,0 m.
Piaski w typologii rybackiej są jeziorem sandaczowym.
Od zachodniego brzegu Piasków wypływa struga Piaskowa. 
Na południe od wypływu Piaskowej z jeziora, w 1976 roku został utworzony rezerwat przyrody Mszar nad jeziorem Piaski, którego celem jest utrzymanie procesu torfotwórczego z siedliskami typowymi dla torfowiska przejściowego.
Administratorem wód Piasków jest Regionalny Zarząd Gospodarki Wodnej w Szczecinie. Utworzył on obwód rybacki, który obejmuje wody Piasków oraz wody strugi Piaskowej na odcinku 50 metrów od jej wypływu z jeziora.